# Corus nyassanus
Corus nyassanus là một loài bọ cánh cứng trong họ Cerambycidae.